# Rivière des Roches (Saint-Augustin-de-Desmaures)
Pour les articles homonymes, voir Roche (homonymie).
La rivière des Roches est un affluent de la rive nord-ouest du fleuve Saint-Laurent, coulant dans la municipalité de Saint-Augustin-de-Desmaures, dans la municipalité régionale de comté (MRC) de Portneuf, dans la région administrative de la Capitale-Nationale, dans la province de Québec, au Canada.
La vallée de la rivière des Roches est surtout desservie par la route 138, le chemin du Roy, le chemin du 3e rang et le chemin du Cabouron, notamment pour les besoins de l'agriculture et de la foresterie, soit les deux principales activités économiques de cette zone.
La surface de la rivière des Roches (sauf les zones de rapides) est généralement gelée de début décembre à fin mars ; la circulation sécuritaire sur la glace se fait généralement de fin décembre à début mars. Le niveau de l'eau de la rivière varie selon les saisons et les précipitations ; la crue printanière survient en mars ou avril.

## Géographie
La rivière des Roches prend sa source en zone forestière dans Saint-Augustin-de-Desmaures, presque à la limite de Neuville, au nord du village de Saint-Nicolas.Cette source est située à 0,2 km au nord du chemin de fer du Canadien National, à 8,0 km à l'ouest du centre du village de Saint-Augustin-de-Desmaures, à 1,3 km au nord-ouest de l'autoroute 40, à 4,6 km au nord-ouest du fleuve Saint-Laurent, à 5,9 km au nord-ouest de son embouchure.
À partir de sa source, la rivière des Roches coule ensuite sur une distance de 8 km, avec une dénivellation de 113 m, selon les segments suivants :
- 2,5 km vers l'est en formant une courbe progressive vers le sud, en zone forestière et en coupant le chemin de fer du Canadien National, puis entrant en zone agricole jusqu'à l'autoroute 40 ;
- 1,3 km vers le nord-est en longeant le côté sud de l'autoroute 40, jusqu'au ruisseau Dorval (venant du nord), correspondant à un coude de rivière ;
- 2,0 km vers le sud en zone agricole, en coupant le chemin de fer du Canadien Pacifique, jusqu'à la route 138 ;
- 2,8 km vers le sud-est en traversant la Cascade des Roches, en coupant le Chemin du Roy et en courbant vers l'est, jusqu'à son embouchure[4].

La confluence de la rivière des Roches et du fleuve Saint-Laurent se jette dans le Saint-Laurent en aval des îlets Dombourg. Cette confluence est située à 16,1 km au sud-ouest du pont Pierre-Laporte, à 3,4 km au sud-ouest du centre de Saint-Augustin-de-Desmaures.

## Toponymie
Le toponyme rivière des Roches tient son origine de l'habitude des résidents du secteur de la désigner ainsi, à cause de son lit rocailleux, tout comme une soixantaine d'autres entités semblables à travers le Québec. Elle a déjà été connue également sous les noms Ruisseau Dorval et Rivière des Rouches. C'est d'elle que la famille Desroches, dont l'ancêtre s'était appelé Tinon, puis Tinon Des Roches, a pris son surnom.
Le toponyme rivière des Roches a été officialisé le 5 décembre 1968 à la Commission de toponymie du Québec.